# 1961 في كندا
فيما يلي قوائم الأحداث التي وقعت خلال عام 1961 في كندا.

## سياسة

### تعيين في المنصب
- 19 يونيو – ريتشارد هاتفيلد عضو الجمعية التشريعية لنيو برونزويك ‏.

### انتهاء فترة المنصب
- 7 نوفمبر – تومي دوغلاس Premier of Saskatchewan [الإنجليزية]‏، عضو المجلس التشريعي من ساسكاتشوان.

## مواليد

### يناير
- 26 يناير – واين جريتزكي

### فبراير
- 4 فبراير – ستيف باتريك لاعب هوكي جليد كندي.
- 10 فبراير – ستيف باجيندام ملاكم كندي.
- 28 فبراير – راي داون تشونغ

### مارس
- 11 مارس – إيلياس كوتياس ممثل كندي.
- 16 مارس – تود ماكفرلين

### أبريل
- 13 أبريل – أليكس ستيدا درّاج طريق كندي.
- 16 أبريل – فيتوريو روسي كاتب سيناريو كندي.
- 21 أبريل – كيت فيرنون

### مايو
- 2 مايو – براد رايت
- 8 مايو – ديفيد ويننج
- 12 مايو – بروس مكولوتش
- 16 مايو – كيفن ماكدونالد ممثل كندي.
- 17 مايو – جميل عزاوي مغني كندي.

### يونيو
- 9 يونيو – مايكل جي فوكس ممثل كندي-أمريكي.
- 13 يونيو – ويلي دي فيت

### يوليو
- 15 يوليو – لوليتا دافيدوفيتش
- 17 يوليو – بلير هورن مُجدّف كندي.
- 17 يوليو – جوناثان بوتس ممثل كندي.
- 20 يوليو – ساندرا جنكينز لاعبة كرلنغ كندية.
- 23 يوليو – روب ستيوارت ممثل كندي.
- 30 يوليو – جيم واتسون سياسي كندي.

### أغسطس
- 1 أغسطس – ألين بيرغ

### سبتمبر
- 7 سبتمبر – كريس أوينز ممثل كندي.
- 12 سبتمبر – ميلين فارمر مغنية فرنسية.
- 24 سبتمبر – لوك بيكار

### أكتوبر
- 27 أكتوبر – ستيوارت جرانجر لاعب كرة سلة كندي.

### نوفمبر
- 2 نوفمبر – كيه دي لانغ
- 3 نوفمبر – لي مونتجومري ممثل كندي.
- 15 نوفمبر – روبرتا فايس ممثلة أمريكية.

## وفيات

### يوليو
- 31 يوليو – هربرت روز (مواليد 1883)